# Óscar Guerra
Óscar Guerra (La Brea, Provincia de Talara, Perú, 25 de marzo de 1985) es un futbolista peruano que juega como defensa central y su equipo actual es Deportivo Municipal de Vice de la Copa Perú.

## Trayectoria
Debutó en Primera División el 13 de febrero de 2011, en la derrota de Alianza Atlético de Sullana contra Sport Boys en Piura. Anteriormente, jugó la Finalísima de la Copa Perú 2008 con Atlético Torino. Al siguiente año fue elegido en el equipo ideal de la Segunda División Peruana defendiendo el equipo de Talara. En el 2011 luego de su buen desempeño en Torino fue fichado por el Alianza Atlético.
El 2016 fue muy bueno para el, consiguió la clasificación a la Copa Sudamericana 2017.

## Clubes
| Club                       | País | Año         |
| -------------------------- | ---- | ----------- |
| Carlos Concha              | Perú | 2002-2004   |
| Refineros FC               | Perú | 2004-2006   |
| Atlético Torino            | Perú | 2006        |
| Deportivo Curibamba        | Perú | 2006        |
| Atlético Torino            | Perú | 2007-2010   |
| Alianza Atlético           | Perú | 2011        |
| Inti Gas                   | Perú | 2012 - 2015 |
| Alianza Atlético           | Perú | 2015        |
| Atlético Torino            | Perú | 2016        |
| Comerciantes Unidos        | Perú | 2016 - 2018 |
| Ayacucho FC                | Perú | 2019        |
| Carlos Stein               | Perú | 2020        |
| Santos                     | Perú | 2021        |
| Atlético Torino            | Perú | 2024        |
| Deportivo Municipal (Vice) | Perú | 2024 -      |